# SK-105 Kürassier
O SK-105 Kürassier é um tanque leve austríaco armado com um canhão raiado de 105 mm em uma torre oscilante. Estima-se que mais de 700 tenham sido produzidos. O Kürassier apareceu nos anos de 1970 como uma medida anticarro econômica, simples e viável.
No Brasil, o SK-105 é primordialmente empregado no apoio ao combate, quando devem fazer uso de sua ação de choque em proveito da tropa de infantaria apoiada e em coordenação com as demais armas de apoio.

## História
O SK-105 foi desenvolvido pela Saurer-Werk (atual Steyr-Daimler-Puch) para atender os requisitos operacionais do Exército Austríaco para um veículo antitanque com destacada mobilidade. A princípio, seria denominado Panzerjäger K (Caça-tanques K), tendo os trabalhos de construção iniciados em 1965. O primeiro protótipo ficou pronto em 1967 e a entrega dos veículos pré-produzidos começou em 1971.
Em 2014, todos os direitos de produção e suporte do SK-105 foram adquiridos da General Dynamics Europe Land Systems (GDELS) pela empresa belga DUMA ENGINEERING GROUP. A empresa está fornecendo suporte aos usuários do SK-105 e derivados e oferecendo programas de retrofit.

## Descrição

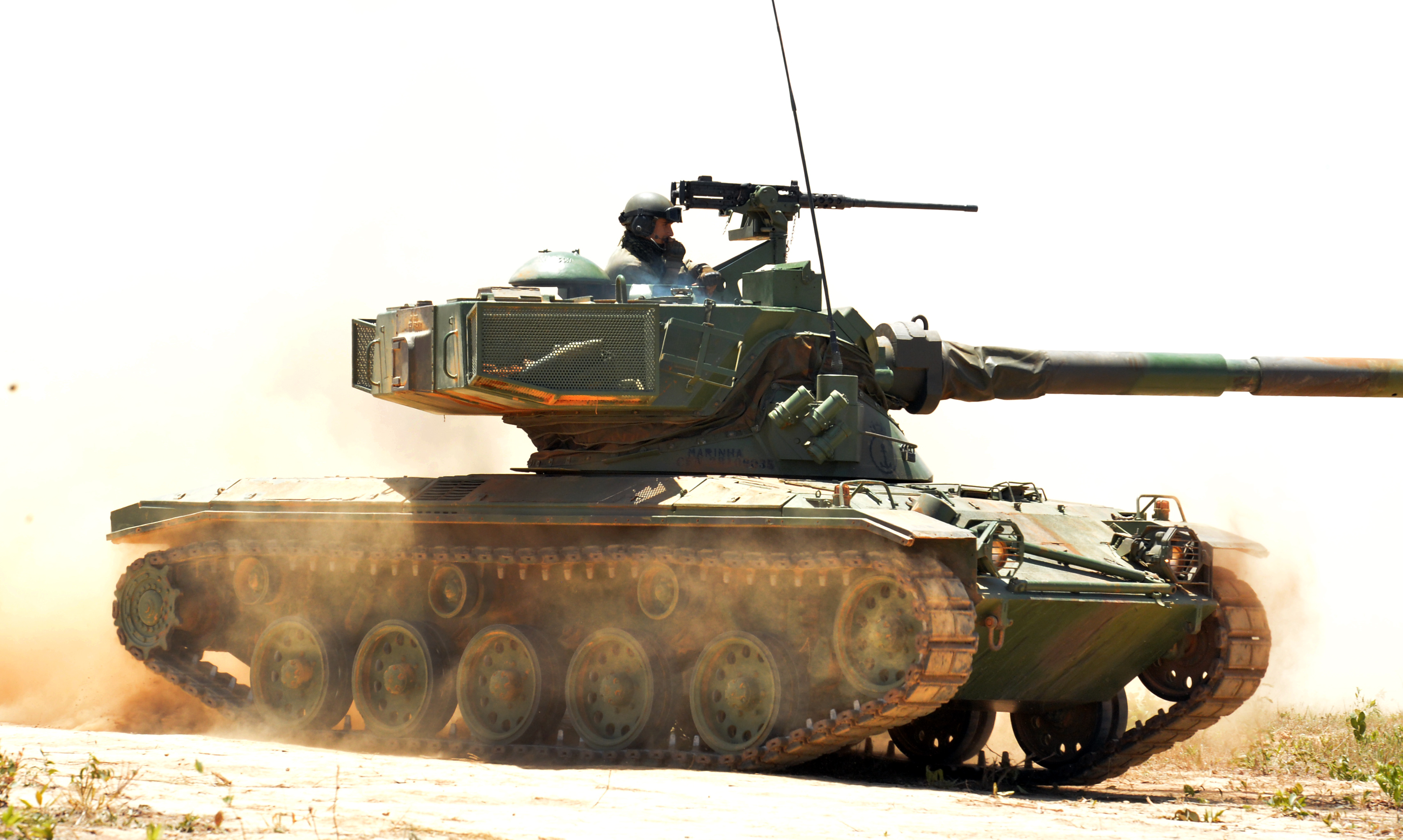
SK105A2S em uso pelo Corpo de Fuzileiros Navais do Brasil durante a Operação Formosa 2016.

O SK-105 é baseado em um Saurer APC fortemente modificado. O casco do SK 105 é soldado em aço e é dividido em três compartimentos: motorista na frente, artilheiro no centro e comandante na traseira. Devido ao seu baixo peso, o SK-105 pode ser transportado por aeronaves de transporte do tipo C-130 Hercules. A torre Steyr JT1 do SK-105 foi desenvolvida a partir do projeto francês usado no AMX-13. Seu canhão pode penetrar 360 mm de armadura. A blindagem frontal protege sua tripulação contra disparos de munição 20mm perfurante sobre o seu arco frontal, enquanto a demais blindagem protege apenas contra projéteis de armas leves. Uma blindagem adicional na parte da frente do chassi e da torre está disponível para fornecer proteção contra disparos de projéteis 35 mm APDS. Alguns veículos de exportação foram equipados com blindagem adicional.
O motorista senta-se à frente do veículo, do lado esquerdo. No lado direito da parte frontal do casco, encontra-se a munição do canhão. Há três periscópios na frente da tampa de sua escotilha e em tempo de chuvas um pequeno para-brisas com limpador pode ser equipado. A munição e baterias do veículo estão posicionados à direita do motorista. O motor e a transmissão estão na parte traseira do veículo e o compartimento do motor é equipado com um extintor de incêndio que pode ser operado manualmente ou automaticamente.
A torre oscilante é semelhante à usada pelo tanque leve AMX-13. O comandante está sentado à esquerda da torre e o artilheiro à direita. O comandante tem sete periscópios. A visão noturna de infravermelho do comandante tem uma amplificação de x6. O artilheiro tem dois periscópios de observação, uma mira telescópica e uma escotilha. Devido ao design da torre oscilante, todas as visões estão sempre ligadas ao armamento principal e secundário. Para engajar alvos à noite uma mira periscópica infravermelho é fornecida ao comandante. Um medidor de distâncias a laser CILAS TCV 29 (que funciona em distâncias de 400 m a 9,995 m) é montado no teto da torre. O farol de infravermelho/luz branca XSW-30-U 950 W é montado sobre a esquerda da frente da placa da parte oscilante da torre. Um ventilador fixo na torre retira a fumaça quando o armamento principal ou secundário é acionado. Todas as versões do SK-105 têm um canhão de 105 mm denominado 105 G1 (alterada para o M68 americano na versão A3). Essa arma é completada com um carregador automático rotativo semiautomático. O veículo tem dois carregadores rotativos com 6 projéteis cada. Um total de 42 projéteis da arma principal podem ser carregados. Para o canhão, estão disponíveis seis tipos de munição: granada APFSDS (Armor Piercing, Pin-Stabilized, DIscarding Sabot), HE, (High Explosive), HEAT (High Explosive Anti-Tank), HESH (High Explosive Squat Head), fumígena e de exercício.
Até o A3, seu canhão não era estabilizado, o que significa que ele devia parar antes de atirar precisamente.
Este veículo foi projetado especificamente para o terreno montanhoso e tem uma melhor capacidade de escalada quando comparado a tanques mais pesados.

## Variantes
- SK-105A1
- SK-105A2: Possui transmissão automática, sistema eletrônico de direção de tiro e carregamento automático do canhão.[2][6]
- SK-105A3: É equipado com um canhão americano estabilizado M68 de 105 mm, nova torre e blindagem reforçada.[6]
- 4K7FA SB-20 Greif: Viatura blindada de socorro.
- 4HK7FA Pionier: Viatura de engenharia militar.
- 4KH7FA-FA (Fahrschulpanzer): Veículo de formação do motorista, com torre removida. Qualquer SK-105 pode ser convertido em um 4KH7FA-FA em apenas 2 horas.[5]

### Derivados

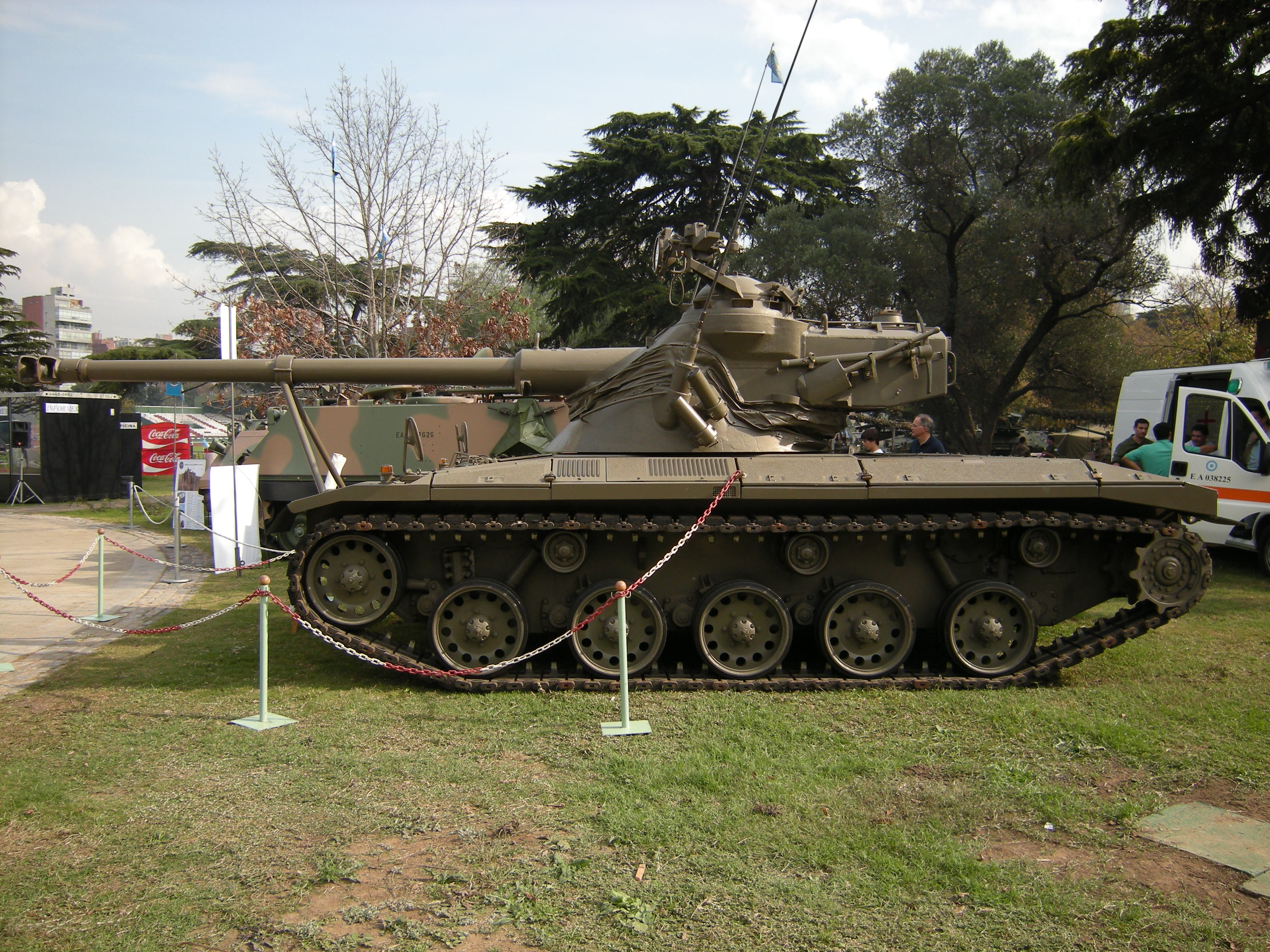
Um tanque "Patagón" na Exposição do Exército Argentino, em Maio de 2008

A Argentina desenvolveu no início da década de 2000 o tanque leve "Patagón", que tinha o chassi do SK-105 com a torre do AMX-13. O primeiro protótipo foi apresentado em 22 de novembro de 2005. O programa foi cancelado em 2008, após a conclusão da quinta unidade, porque foi considerado muito caro.

## Operadores

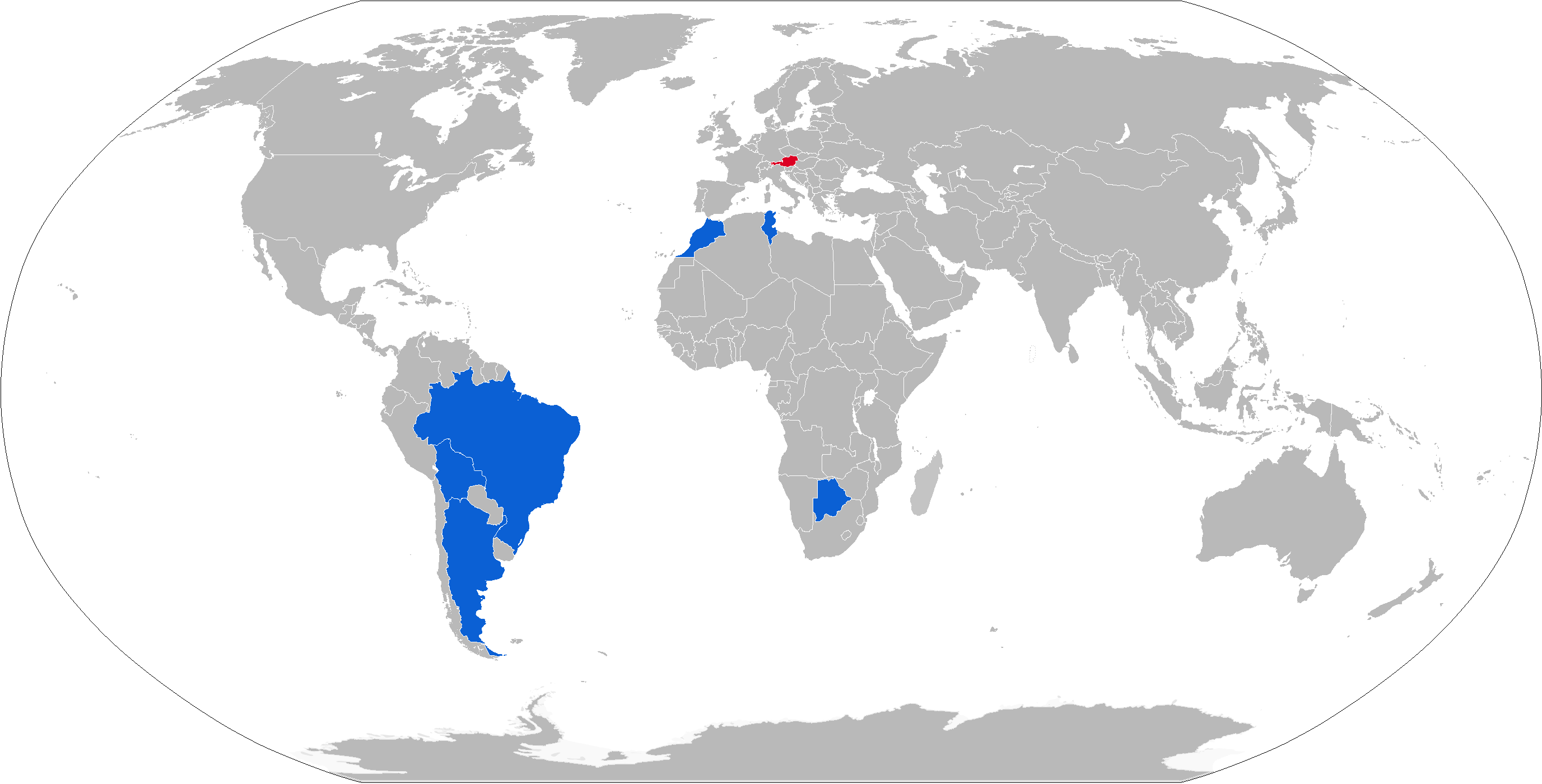
Mapa com operadores do SK-105 em azul e ex-operadores em vermelho

### Utilizadores atuais
- Argentina, 118[10]
- Bolívia, 54
- Botswana, 52
- Brasil, 17 SK-105A2S e 1 Greif (Corpo de Fuzileiros Navais)[2]
- Marrocos, 120
- Tunísia, 55-80

### Ex-utilizadores
- Áustria, 286